# マドカマチコ
マドカ マチコは、日本の漫画家。滋賀県出身、東京都在住。女性。

## 経歴
かつては別名義のペンネームを使用して活動していたが、諸事情により現在のペンネームに改めた。ペンネームを改めた後の2009年、性教育を題材とした学園漫画「乙女のホゾシタ」にて第85回MANGAグランプリ準優秀賞を受賞。受賞作「乙女のホゾシタ」は『月刊ヤングジャンプ』（集英社）2009年2月号に掲載された。雑誌掲載は1年ぶり、マドカマチコ名義では初の掲載となる。「乙女のホゾシタ」はその後も同誌2009年7月号及び10月号の計3度にわたり読切として掲載された後、翌2010年に本格連載となり、『週刊ヤングジャンプ』（集英社）にて2010年19号より2011年25号まで連載された（全5巻）。

## 作品リスト

### 連載
- 乙女のホゾシタ（『週刊ヤングジャンプ』 2010年19号 - 2011年25号、全5巻）
- WxY ダブリューエックスワイ（『週刊ヤングジャンプ』 2012年30号 - 2014年12号、全7巻）

### 読切
- 乙女のホゾシタ（『月刊ヤングジャンプ』 2009年2月号、7月号、10月号）
- くいらく（『週刊ヤングジャンプ』 2014年47号）
- 筆跡鑑定士ことは（原作：金城陽三郎、『週刊ヤングジャンプ』 2017年19号）